# Sambas de Enredo 2004
Sambas de Enredo 2004 é um álbum com as músicas das escolas de samba do Grupo Especial do Rio de Janeiro para o carnaval do ano de 2004. Foi lançado nas lojas físicas em 2 de dezembro de 2003, distribuído pela BMG Brasil, com produção fonográfica da Gravadora Escola de Samba (Gravasamba). Foi produzido por Laíla e Mário Jorge Bruno, com direção artística de Zacarias Siqueira de Oliveira, e arranjos musicais de Alceu Maia e Jorge Cardoso. O álbum foi gravado e produzido entre outubro e novembro de 2003, após as agremiações realizarem suas disputas de samba-enredo, no estúdio Cia. dos Técnicos, em Copacabana, no Rio, e no Estúdio Mosh, em São Paulo, onde foi gravada a voz de Jamelão.
Campeã do carnaval de 2003, a Beija-Flor estampa a capa do álbum e é a faixa de abertura do disco com um samba sobre a preservação da Amazônia e as riquezas da região de Manaus. Vice-campeã do ano anterior, a Mangueira estampa a contracapa e apresenta um samba sobre a Estrada Real. O samba da Grande Rio fala sobre a camisinha; enquanto o da Imperatriz Leopoldinense homenageia a cidade fluminense de Cabo Frio e fala sobre a extração de pau-brasil que ocorria na região durante a época do Brasil Colônia. A obra da Mocidade fala sobre a educação no trânsito, enquanto o Salgueiro fala sobre o álcool e o cultivo da cana-de-açúcar. A canção da Unidos da Tijuca aborda as descobertas cientificas e tecnológicas. A apresentadora Xuxa é a homenageada do samba da Caprichosos de Pilares, décima faixa do álbum. A história da comunicação é abordada no samba da Unidos do Porto da Pedra.
O carnaval de 2004 também foi marcado pela decisão da Liga Independente das Escolas de Samba do Rio de Janeiro de permitir que as escolas do Grupo Especial reeditassem sambas de enredo antigos, em iniciativa proposta em comemoração ao aniversário de vinte anos do Sambódromo. Quatro escolas aderiram à proposta: a Viradouro reeditou o samba-enredo de 1975 da Unidos de São Carlos, sobre o Círio de Nazaré, causando polêmica ao interromper seu concurso de samba-enredo já iniciado. A Portela regravou o clássico samba-enredo "Lendas e Mistérios da Amazônia", com o qual a escola foi campeã do carnaval de 1970. O Império Serrano reeditou "Aquarela Brasileira", composto por Silas de Oliveira em 1964, enquanto a Tradição reeditou o clássico samba-enredo de 1984 da Portela, "Contos de Areia". A cantora Alcione foi convidada pela direção da escola a gravar a obra. Campeã do Grupo de Acesso A (segunda divisão do carnaval) de 2003, a São Clemente retornou ao Grupo Especial com um samba fazendo uma crítica social sobre o jeitinho brasileiro, partindo da primeira cobrança de pedágio do Brasil, por Maurício de Nassau.

## Gravação e lançamento
O álbum foi gravado na Cia. dos Técnicos Studios, em Copacabana, entre o fim de outubro e a metade de novembro de 2003. O álbum foi produzido por Laíla e Mário Jorge Bruno, com direção artística de Zacarias Siqueira de Oliveira, e arranjos musicais de Alceu Maia e Jorge Cardoso. Por estar internado em São Paulo para tratar problemas de saúde, Jamelão gravou a faixa da Mangueira no Estúdio Mosh após liberação médica.
A Liga Independente das Escolas de Samba (LIESA) promoveu uma festa de lançamento do álbum para convidados, na noite da sexta-feira, dia 2 de dezembro de 2003, na casa de espetáculos Scala. Acompanhadas pela bateria da campeã de 2003, Beija-Flor, cada escola apresentou sua obra com seus respectivos intérpretes, autores dos sambas, casais de mestre-sala e porta-bandeira, diretores e rainhas de bateria.

## Designvisual
Tradicionalmente, a capa do álbum e seu design visual remetem à escola campeã do carnaval anterior, enquanto a contracapa remete à vice-campeã. Na capa de Sambas de Enredo 2004 é utilizada uma imagem do fotógrafo Alberto Villar com a visão frontal da terceira alegoria do desfile campeão de 2003 da Beija-Flor, intitulada "O Paraíso Terrestre: A Segunda Chance". Além do título do álbum, a capa contém a inscrição "Beija-Flor Campeã", nas cores da escola, azul e branco, e os patrocínios do Governo do Estado do Rio de Janeiro e da Loteria do Estado do Rio de Janeiro, a LOTERJ. 
A contracapa do álbum monstra uma imagem, também de autoria do fotógrafo Alberto Villar, do primeiro casal de mestre-sala e porta-bandeira da Mangueira, Marquinhos e Giovanna. A imagem contém a inscrição "Mangueira Vice-campeã" na cor rosa e o nome das escolas que compõem o álbum, com letras na cor branca.

## Faixas
Tradicionalmente, a lista de faixas segue a ordem de classificação do carnaval anterior. A primeira faixa é da campeã de 2003, a Beija-Flor; a segunda é da vice-campeã, Mangueira; e assim por diante. A última faixa é da escola que ascendeu do grupo de acesso, a São Clemente, campeã do Grupo de Acesso A de 2003 e promovida ao Grupo Especial de 2004.
| N.º            | Título | Compositor(es)                                                                | Intérpretes e participações | Duração |  |
| 1.             | "Manôa, Manaus, Amazônia, Terra Santa... Que Alimenta o Corpo, Equilibra a Alma e Transmite a Paz" (Beija-Flor)        | Cláudio Russo, Zé Luiz, Marquinhos, Jessi e Leleco                            | Neguinho da Beija-Flor      | 5:52    |  |
| 2.             | "Mangueira redescobre a Estrada Real... E deste eldorado faz seu carnaval!" (Mangueira)                                | Cadu, Gabriel, Almyr e Guilherme                                              | Jamelão                     | 5:37    |  |
| 3.             | "Vamos Vestir a Camisinha, Meu Amor!" (Grande Rio)                                                                     | Marco Moreno, Mingau, Derê e Djalma Falcão                                    | Wander Pires                | 5:25    |  |
| 4.             | "Breazail" (Imperatriz Leopoldinense)                                                                                  | Jéferson Lima, Veneza, Carlos de Olaria, Me Leva e Guga                       | David do Pandeiro           | 5:25    |  |
| 5.             | "Não Corra, Não Mate, Não Morra! Pegue Carona com a Mocidade! Educação no Trânsito" (Mocidade)                         | Santana e Ricardo Simpatia                                                    | Paulinho Mocidade           | 5:29    |  |
| 6.             | "Festa do Círio de Nazaré (Enredo: Pediu pra Pará, parou!... Com a Viradouro eu vou. Pro Círio de Nazaré)" (Viradouro) | Dario Marciano, Nilo Mendes (Esmera) e Aderbal Moreira                        | Dominguinhos do Estácio     | 6:24    |  |
| 7.             | "A Cana que aqui se planta tudo dá, até energia... Álcool, o Combustível do Futuro" (Salgueiro)                        | Leonel, Luizinho Professor, Serginho 20, Sidney Sã, Professor Newtão e Quinho | Quinho                      | 4:54    |  |
| 8.             | "Lendas e Mistérios da Amazônia" (Portela)                                                                             | Catoni, Jabolô e Waltenir                                                     | Gera                        | 4:28    |  |
| 9.             | "O Sonho da Criação e a Criação do Sonho: A Arte da Ciência no Tempo do Impossível" (Unidos da Tijuca)                 | Jurandir, Wanderlei, Sereno e Enilson                                         | Wantuir                     | 5:03    |  |
| 10.            | "Xuxa e seu Reino Encantado no Carnaval da Imaginação" (Caprichosos de Pilares)                                        | Preto Jóia, Nei Negrone, Silvio Araújo e Riquinho Gremião                     | Jackson Martins             | 6:12    |  |
| 11.            | "Sou Tigre, sou Porto, da Pedra à Internet - Mensageiro da História da Vida do Leva-e-Traz" (Porto da Pedra)           | Jorge Remédio, Paulinho Freitas e Luiz Pessanha                               | Preto Jóia                  | 5:58    |  |
| 12.            | "Aquarela Brasileira" (Império Serrano)                                                                                | Silas de Oliveira                                                             | Nêgo                        | 5:39    |  |
| 13.            | "Contos de Areia" (Tradição)                                                                                           | Dedé da Portela e Norival Reis                                                | Alcione                     | 5:17    |  |
| 14.            | "Boi Voador sobre o Recife: o Cordel da Galhofa Nacional" (São Clemente)                                               | Jorge Melodia, Noronha, Marcos Zero e César Ouro                              | Anderson Paz                | 5:54    |  |
| Duração total: | Duração total: | Duração total:                                                                | Duração total:              | 1:17:43 |  |

## Crítica profissional
Em sua crítica para o jornal O Globo, João Pimentel classificou o álbum como bom, misturando "pérolas do passado a alguns bons sambas e outros comerciais". Ainda segundo o jornalista, "ao contrário do que se temia, as regravações foram fiéis ao andamento original dos sambas. E mais, talvez temendo justamente o contraste com a beleza harmônica, rítmica e melódica dos sambas antigos, muitas escolas desaceleraram suas músicas, conseguindo resultados interessantes. Para Pimentel, "Aquarela Brasileira" é a "obra prima do mestre Silas de Oliveira [...] um clássico de letra extensa em contraponto com os sambas atuais, mais curtos e com um ou dois refrães fáceis"; a Portela "traz o não menos belo 'Lendas e Mistérios da Amazônia' [...] a gravação de Gera é linda, talvez o melhor momento do disco"; "Contos de Areia é um meio termo entre o que se fazia e o que se faz hoje. Tem pegada, refrães fortes, mas tem qualidade"; e na gravação da Viradouro, "percebe-se como os músicos e o puxador Dominguinhos do Estácio ficam a vontade com o belo samba". Dos sambas inéditos, o jornalista elogiou as obras de Beija-Flor, Imperatriz, Unidos da Tijuca e São Clemente. Para Pimentel, "Salgueiro e Mangueira fizeram sambas apenas corretos como seus enredos, repetitivos, mas que não farão feio na avenida. Foram criticados os sambas da Caprichosos ("um samba que começa citando Ylariê é de doer"); da Mocidade e da Grande Rio ("Outra marca dos últimos anos são os enredos politicamente corretos. Falar de educação no trânsito e da camisinha é bacana, mas, francamente, não dá samba").
Para Marco Maciel, do site especializado Sambario, "o estilo da gravação privilegiou o samba, deixando a bateria num total segundo plano [...] Os sambas, no CD, estão muito cadenciados (ao contrário dos dois discos anteriores), a ponto de muitas vezes as músicas despertarem uma certa monotonia para quem está ouvindo. Durante a primeira passada (sem a bateria), apenas o bumbo e o cavaquinho fazem o fundo e apenas a voz do puxador (ou intérprete) é escutada, sem a ajuda do coro. Os tamborins aparecem em alguns refrões centrais. A partir da segunda passada, quando a bateria entra, o estilo é o mesmo dos discos anteriores (parece que só escutamos as caixas, com os demais instrumentos ficando de lado), porém com um som bem mais baixo e com o chocalho se destacando em todas as faixas". Sobre a safra, Maciel elogiou as reedições, e entre os sambas inéditos, apontou a obra da Beija-Flor como "o melhor samba inédito do ano, um dos melhores do novo século e um dos melhores da história da escola". Cláudio Portela, também do Sambario, elogiou o fato da gravação privilegiar o samba em detrimento da bateria, mas apontou que "houve uma certa dose de exagero em determinadas faixas, cujo ritmo tornou-se por demais cadenciado", usando como exemplo o samba do Império Serrano, onde a bateria 'ficou muito relegada a segundo plano, a ponto de não conseguirmos identificar a escola pelo tradicional naipe de agogôs que sempre mostra sua força a cada CD".

## Os sambas no carnaval

### Premiações
O samba do Império Serrano recebeu os prêmios do ano.
- "Aquarela Brasileira" (Império Serrano)

1. Estandarte de Ouro [13]
2. Tamborim de Ouro [14]

## Créditos
Ao processo de elaboração do álbum se atribui os seguintes créditos:
| - Produtor fonográfico: Gravadora Escola de Samba LTDA. - Direção artística: Zacarias Siqueira de Oliveira - Produção musical: Laíla e Mário Jorge Bruno - Apoio à produção: Gleide P. Mota Trancoso, Edeildo Santos "Delfim", Genilson Barbosa e Fábio de Oliveira - Técnicos de Estúdio: Mário Jorge Bruno e Willian Jr. - Técnico de Gravação Estúdio Mosh (São Paulo): Alex Angeloni - Auxiliar Estúdio Mosh (São Paulo): Gustavo Galigi - Assistente técnico e efeitos: José Sartori (Magro) - Edição Digital: Kesser Lima - Auxiliares de estúdio: Felipe Medeiros, Rafael Ignácio e Mauro César - Mixagem: Mário Jorge Bruno - Edição e masterização: Estúdio Cia dos Técnicos - Ricardo Essucy - Manutenção técnica: Duarte e Tilico - Arregimentação das escolas de samba: Zacarias Siqueira de Oliveira - Arregimentação dos músicos, ritmistas e coristas: Edeildo Santos "Delfim" e Genilson Barbosa - Arranjo / regência: Jorge Cardoso (faixas 1; 3; 6; 8; 9; 11; 12); Alceu Maia (faixas 2; 4; 5; 7; 10; 13; 14) | Base - Cavaco: Alceu Maia; Paulinho Soares "Galeto" - Violão: Paulão; Marcos Arcanjo; Alceu Maia - Violão Sete Cordas: Carlinhos Sete Cordas - Surdos: Gordinho; Cabelinho; Douglas; Felipe D'Angola; Vitinho - Tantã: Beloba - Tumbadora: Buzunga - Atabaque: Renato da Tradição - Pandeiros: Jim Brown; Marcos Esguleba - Complementos de harmonia: Jorge Cardoso (violão de nylon); Pedro Braga (violão de aço, nylon e viola de 12); Alceu Maia (cavaquinho e violão); Paulinho Baltazar (faixa 6); Carlinhos Nova Raça (cavaquinho de apoio) - Complementos de percussão: Paulinho de Pilares - Projeto gráfico: Alberto Villar - Fotos: Alberto Villar - Locução: Elmo José dos Santos (faixa 2); Neide Dominicina Coimbra (faixa 12) |